# Privatautonomie
Privatautonomie ist das Recht, seine privaten Rechtsverhältnisse nach eigener Entscheidung zu gestalten. Sie entspricht dem Ideal, in einer freien Gesellschaft nach seinem Willen selbstverantwortlich zu handeln. Der Begriff wird in der Rechtswissenschaft und der Rechtsphilosophie, sinngemäß aber auch in der Pädagogik verwendet. Er entstammt dem Denken des Liberalismus und setzt voraus, dass menschliche Handlungen auf Vernunft beruhen.
Verfassungsrechtlich ist die Privatautonomie in Deutschland Teil des allgemeinen Prinzips der Selbstbestimmung des Menschen und wird zumindest im Kern durch den fundamentalen Art. 1 in Verbindung mit der allgemeinen Handlungsfreiheit nach Art. 2 Abs. 1 GG geschützt.
Privatautonomie äußert sich im Zivilrecht in der Vertragsfreiheit, der Vereinigungsfreiheit, der Eigentumsfreiheit (→ Verfügungsrecht), der Eheschließungsfreiheit und der Testierfreiheit. Der Einzelne ist berechtigt, Rechte und Pflichten zu begründen, zu ändern oder aufzuheben. Über die bloßen Freiheitsrechte hinaus ist er im Rahmen der Rechtsordnung mithin in der Lage, eigenverantwortlich rechtsverbindliche Regelungen zu treffen.
Soweit die Privatautonomie zu den unverzichtbaren Grundwerten einer freiheitlichen Rechts- und Verfahrensordnung gehört, muss Missbrauch wirksam begegnet werden können, weshalb zum Schutze der sozialstaatlichen Rechtsordnung der Gesetzgebung und der Rechtsprechung ein instrumentell eingebetteter Verantwortungsbereich zukommt. Nach dem Bundesverfassungsgericht gilt: „Soweit die Privatautonomie ihre regulierende Kraft nicht zu entfalten vermag, weil ein Vertragspartner kraft seines Übergewichts Vertragsbestimmungen einseitig setzen kann, müssen staatliche Regelungen auch ausgleichend eingreifen, um den Grundrechtsschutz zu sichern“. Tatsächlich nämlich bestehen zum Teil große Unterschiede zwischen den Menschen, zum Beispiel in Bezug auf ihre wirtschaftlichen Möglichkeiten, ihr Wissen und ihre Gewandtheit. In der Realität ist nicht jeder wirtschaftlich und sozial tatsächlich gleichberechtigt, beziehungsweise nur wenige sind materiell in der Lage, ihre rechtlichen Freiheiten zu nutzen, und vermutlich selten, wenn nicht sogar nie, wird jeder Wille ohne, zum Teil unterschwellige, Zwänge geäußert. Zum Schutz solcher Menschen vor einer Benachteiligung sieht die Rechtsordnung Einschränkungen der Privatautonomie vor. Diese Einschränkungen sollen jeden einzelnen entsprechend seinem Vorsprung an wirtschaftlicher Macht oder an Wissen treffen.
Beispiele für derartige Einschränkungen der Privatautonomie im Zivilrecht sind die AGB-Kontrolle, das soziale Mietrecht, Kontrahierungszwänge und zahlreiche verbraucherschützende Vorschriften im Bürgerlichen Gesetzbuch (BGB), zum Beispiel über das Widerrufsrecht bei Verträgen, die außerhalb von Geschäftsräumen oder im Fernabsatz geschlossen wurden.
Diesen Beispielen, in denen der wirtschaftlich Schwächere durch den Kontrahierungszwang vor eventuell diskriminierender Ablehnung seines Antrags geschützt werden soll, stehen insbesondere im Versicherungsvertragsrecht Pflichten zur Deckungsvorsorge gegenüber. Ein Beispiel ist die Versicherungspflicht nach den Bestimmungen des Pflichtversicherungsgesetzes für Kraftfahrzeughalter, nach deren Muster zahlreiche Versicherungspflichten im Bereich der Haftpflichtversicherung ausgestaltet sind. Das Pflichtversicherungsgesetz zwingt den Kraftfahrzeughalter zum Abschluss einer Versicherung aufgrund Kontrahierungszwangs (§ 5 PflVG).

## Begriffsgeschichte

### Römische Antike
Auf dem Fundament des Privatautonomiegedankens ist das Gebäude des Vertragsrechts schon seit langem errichtet: Insbesondere im römischen Recht, das sich heute noch in fast allen Gesetzbüchern der westlichen Welt aufspüren lässt, entfaltet sich der Gedanke der Privatautonomie mit der äußersten Schroffheit und Rücksichtslosigkeit.
Die Römer, die schon früh den offenen Blick für die Wirklichkeiten des Lebens ebenso wie das auf die Verwirklichung grundlegender Werte wie etwa Freiheit der Person, Vertragstreue und Schutz des Eigentums ausgerichtete Rechtsdenken besaßen, bildeten ihre Rechtsordnung als ein Gesetzessystem, in dem die Menschen ihr Leben selbst gestalten konnten, indem sie Gelegenheit erhielten, verschiedene Lebensformen kennenzulernen und zwischen ihnen selbst zu wählen. Weil das römische Recht auf dem Grundwert der Freiheit des Einzelnen basierte und die persönliche Tatkraft die Quelle des römischen Rechts war, machte sich in Rom die persönliche Freiheit ohne Autorisation des Staates geltend, ohne dem Staate alles in die Hand zu legen, das Recht als den Willen des Staates zu definieren und die Verwirklichung desselben ihm zu überlassen.
Im römischen Recht war der Inhalt eines jeden Rechtsverhältnisses, wenn man dasselbe des Beiwerkes entkleidet und auf seinen juristischen Kern zurückführt, nichts weiter als persönliche Willensmacht, die eine nahezu unbeschränkte, eine absolute Gewalt war. Selbst ein Missbrauch jener Gewalt war rechtlich möglich, folglich nahmen die Römer an ihm keinen Anstoß. Solange die persönliche Freiheit die richtigen Bahnen einhielt, solange sie dem verständigen Gebrauch diente, stieß sie auf keinen Widerstand.
In der griechisch-römischen Philosophie wurde nicht die Geschlossenheit oder die Einheit des Universums betont, sondern seine Zersplitterung. Die Realität erschien nicht als verbundenes Ganzes, sondern als eine aus vielen Einzelfaktoren zusammengesetzte Struktur. So vertrat z. B. Demokrit den Gedanken, dass das Universum nicht ein nahtloses Ganzes darstelle, sondern aus einzelnen, unzerstörbaren, nicht weiter reduzierbaren und unteilbaren Partikeln bestehe. Er nannte diese Partikel „Atome“. Ebenso der römische Dichter Lukrez erläuterte die atomistische Philosophie.
Der Staat verbot den Missbrauch der Gewalt nur insoweit, als derselbe absolut und unbedingt verwerflich war, d. h. solche Äußerungen des subjektiven Willens nicht zu dulden waren, nicht aber diejenigen, die nur hypothetisch sich als Missbrauch qualifizieren lassen. Denn, um sie zu verbieten, musste das Gesetz in ein unübersehbares Detail von Voraussetzungen und Möglichkeiten eingehen und Gefahr laufen, bald zu wenig, bald zu viel zu tun. Weil ein richtiges Urteil hierüber nur im konkreten Fall möglich ist, blieb er dem Urteil des Subjekts überlassen. Selbst der Typenzwang blieb weitgehend ohne Einfluss auf die Inhaltsfreiheit.
Zwar gab es auch im römischen Recht, etwa wie ein Ventil des ius strictum, ein besonders edel wirkendes Instrument des sogenannten praktischen Sinns, das die Privatautonomie beschränkt. Als solches erschien es ausdrücklich in Begriffen wie bona fides oder iusta causa und vor allem in einer besonderen Richtertugend: der aequitas. Aber auch die aequitas bedeutete zunächst mehr eine logische Technik als eine moralische Korrektur, gar Verwerfung gesetzten Rechts. Die aequitas war also nur Billigkeit hauptsächlich dadurch, dass sie die freiere Anwendung des juristischen Subsumtionsschlusses vom Gesetz auf einen eigentümlichen Spezialfall gestattet.
Offenbar ist es römisches Prinzip, das Eigentumsrecht möglichst frei zu gestalten, individueller Betätigung und Initiative möglichst weiten Spielraum zu geben. Im römischen Recht war das Eigentum selbstverständlich, als schrankenloses dominium eines Einzelnen an einer Sache; nicht es selber, sondern seine Begrenzungen (aus Gründen des nachbarlichen Zusammenlebens, der allgemeinen Wohlfahrt) bedurften des Beweises. Die Verfügungen des Einzelnen trugen für die Sphäre seines Machtgebietes denselben Charakter an sich, wie die des Volkes für die seinige. Deswegen waren Grundeigentum wie Fahrniseigentum frei veräußerlich und teilbar; gesetzliche Veräußerungsverbote und Verfügungsbeschränkungen sind dem römischen Recht kaum bekannt. Einschränkungen des Eigentums gab es nur in wenigen Fällen.
Auch im Verhältnis des Einzelnen zum Staat wurde der Gedanke der Autonomie sowie der Freiheit festgehalten. So groß die Anforderungen waren, die der römische Staat in militärischer und anfangs auch in steuerlicher Hinsicht an seine Bürger stellte, so groß war doch auch die Freiheit, die er ihnen der Gemeinschaft gegenüber einräumte. Deshalb wurden Meinungs-, Glaubens- und Kultusfreiheit nicht schrankenlos, aber in weitem Ausmaße gewährt. Auch der Schutz des Provokationsrechts und die gesetzliche Beschränkung der körperliche Züchtigung wurden in Rom als Schutz der Freiheit empfunden. Die räumliche und wirtschaftliche Bewegungsfreiheit war groß. Vor allem verzichtete der römische Staat grundsätzlich auf den Eingriff in bestehende individuelle Privatrechte. Es ist bezeichnend, dass das Rechtsinstitut der Enteignung im Sinne einer staatlichen Entziehung von Privatrechten im öffentlichen Interesse dem römischen Recht fast unbekannt ist.
Nicht minder charakteristisch für den römischen Autonomiegedanken ist, dass sich Staats- und Kommunalverwaltung weithin auf die Initiative und den Gemeinsinn ihrer Bürger verlassen. Dahin rechnet man beispielsweise den Anteil an der Verwaltung des Staates, die Teilnahme an der gesetzgebenden und strafrichterlichen Gewalt, an der Wahl der Beamten, selbst an der Verwaltung der Polizei mittels der actiones populares, kurz das ganze republikanische Selbstregiment der Römer. Auch der Staat des Prinzipats war ein freies Gemeinwesen; denn der Prinzipat war kein „regnum“. Sogar im Staatshaushalt bildeten die freiwilligen Spenden einen sehr erheblichen Posten. Aber das alles geschah ohne Zwang und ohne Rechtsnorm, in Freiheit und unter eigener Verantwortung.
Die römische Rechtsordnung ließ also dem Bürger in der Ausgestaltung des Inhalts der Rechtsgeschäfte sehr großen Spielraum. Deswegen sprach Mommsen sogar: „Die Freiheit des Bürgers hat im römischen Zivilrecht einen so ausgedehnten Umfang, dass derselbe keiner Erweiterung, wohl aber vielfacher Beschränkung bedarf. […] Wenn wir also streben, ein Recht zu entwickeln, das sich für freie Bürger schickt, so dürfen wir, was das Zivilrecht betrifft, in dieser Beziehung unbedingt auf das römische Recht der klassischen Periode fußen und sicher sein, einen Geist darin zu finden, der wohl oft dem Prinzip der Solidarität der Staatsbürger untereinander, nicht aber dem der Freiheit des Individuums widerstreitet.“ Obwohl die rechtliche Garantie dieses Spielraums vom Staat und gegenüber dem Staat nur schwach ausgeprägt ist, hat der römische Staat seinen Bürgern – und in geringerem Umfange auch den staatsangehörigen Peregrinen – einen weiten Raum für die freie individuelle Betätigung gewährt.

### Mittelalter
Im Mittelalter wurde die Gesellschaft mit ihrer zünftig-patriarchalischen „Fürsorge“ nicht als autonome Selbstverwaltung, sondern als eine Art vergrößertes Familienleben gesehen. Alle wirtschaftliche Tätigkeit bewegte sich im Rahmen der Hausgemeinschaft, in der Handwerksmeister und Gesellen, Bauer und Gesinde, Handelsherr und Handlungsdiener ein Ganzes bilden. Diese Lebensgemeinschaften waren hierarchisch aufgebaut und durch die Antithese Herr und Knecht bestimmt. Die Menschen, die sich weniger als privates, autonomes Wesen als vielmehr als Teil eines größeren Organismus wie der Kirche, der Großfamilie oder der Monarchie betrachteten, überließen die Verantwortung für ihr Leben dem Patriarch, dem Papst in Rom, ihren Bischöfen, den Priestern und Pfarrherren. Was als Rechtsinhalt galt, war nicht an der persönlichen Willensmacht, sondern an der Vorstellung Gottes deutlich, indem Schöffen und Urteilsfinder kraft des sozialen Ansehens und der religiösen Autorität aus den unbewussten Rechtsvorstellungen und -überzeugungen feststellten, was rechtens sein sollte. Die Geltung des Rechts bestimmte sich ausschließlich nach der mitgliedschaftlichen Zugehörigkeit einer Person zu einer Gemeinschaft, und die sündhafte Menschheit bedurfte immer der fremden Bestimmung und im moraltheoretischen Sinne der Gnade, weil selbst Recht als Mittel gegen die Sünde aufgefasst wurde. Eine Privatsphäre, die von allen Römern respektiert und geschützt worden war, wurde im Mittelalter nicht mehr gewahrt.
Die Vertragsfreiheit und das private Eigentum wurden im Mittelalter zwar hingenommen; doch nicht als göttliche Satzung verteidigt. Die Menschen, die als von ihren Trieben, Neigungen und Sünden abhängig gesehen wurden, hatten angeblich keine Fähigkeit, über sich selbst zu bestimmen. Weil die Gerechtigkeit sich als die normgebende Form der himmlischen Teilnahme im Einklang mit dem Alten Testament durchsetzen sollte, wurde das Recht als religiöse Hierarchie gegründet, wie Thomas von Aquin es als Vermittlung zwischen Erde und Himmel, Himmel und Erde ausgebaut hat. Dadurch hat die hierarchisch gegliederte Feudalgesellschaft des Mittelalters die Bewegungsfreiheit des Menschen in erheblichem Maße eingeengt. Stets handelte es sich im täglichen Leben nicht um die Freiheit des Einzelnen, sondern um die Gnade einer höheren Autorität.

### Neuzeit
Das Weltbild des Mittelalters wurde durch geistige, soziale und ökonomische Krisen ins Wanken gebracht. Seit der Renaissance wurde die Kunst zunehmend verweltlicht; neue Erfindungen brachen alte Traditionen; die großen Entdeckungen verlagerten die Handelswege; die Feuerwaffen beendeten die Zeit des Rittertums; an Stelle der spekulativen Scholastik trat der Empirismus der Naturwissenschaft mit seinen Experimenten; indem viele alte soziale Bindungen zerfielen und der Ordogedanke des Stufenkosmos, der jedem seinen festen Platz angewiesen hatte, zusammenbrach, hat sich die alte individualistische Philosophie, die Perikles, Thukydides, Cicero und Tacitus entwickelten, durch Francesco Petrarca, Giovanni Boccaccio, Leonardo da Vinci und Pico della Mirandola wieder entfaltet; neuer Reichtum bildete sich im Frühkapitalismus; der Humanismus, der rationalen Gedanken den Weg öffnete und die Philosophie von der mittelalterlichen Textgläubigkeit jedenfalls im Ergebnis befreite, breitete sich von den Handelsstädten Norditaliens mit dem Handel zusammen nach Westen und Norden aus und fasste überall dort, wo kein despotisches Regime herrschte, festen Fuß. Die Erfindung des Buchdrucks durch Gutenberg führte überdies zu einer Flut von Büchern, so dass das Lesen Allgemeingut wurde. Das kirchliche Dogma wurde fragwürdig. Als das Überhandnehmen gewillkürter Einungen nicht darüber hinwegtäuschen konnte, dass die Einheit des Lebensgefühls geschwunden war, ermöglichte es die Reformation jedem, die Bibel zu lesen, damit er ihren Sinn für sich selbst bestimmen konnte. So bestätigte die Reformation den Menschen wieder als das Maß aller Dinge, indem sie das Bedürfnis des Einzelnen betonte.
Diese neue Selbstzentriertheit hatte zur Folge, dass das alte römische Recht den Gegebenheiten der Zeit angepasst wurde. In allen Ländern Europas ist es zu einer Berührung mit dem römischen Recht gekommen. Neben dem römischen Recht ist es die neu aufkommende Welt des Vernunftdenkens, die dem Naturrecht dazu verhilft, wirksames Element der modernen europäischen Rechtswelt zu werden. In den naturrechtlichen Überlegungen im 17. Jahrhundert entsprang die Rechtsverbindlichkeit einer Erklärung der freien autonomen Persönlichkeit des Menschen. Aus dieser Autonomieprämisse formulierte Grotius die Idee einer privatautonomen Rechtsordnung und legte so den Grundstein für eine Vertragsfreiheitslehre. Danach soll das vertraglich Vereinbarte nur deshalb gelten, weil die Vertragschließenden in freier Selbstbestimmung vereinbart haben, dass es so rechtens sein solle; die Bindungswirkung des solchermaßen Vereinbarten ergebe sich nicht mehr aus einem Gotteswillen oder einer weltlichen Macht, sondern aus einer Einstandspflicht für das gegebene Wort.
Die Axiome der Vertragsfreiheit sind auf die Natur des Menschen als eines selbstverantwortlichen Individuums zurückzuführen. Dieser Individualismus ist in der Hauptsache durch die Achtung vor dem Individuum als Menschen und die Anerkennung seiner Ansichten und seines Geschmacks als der letzten Instanz gekennzeichnet. Im 18. Jahrhundert sah Immanuel Kant philosophisch die Möglichkeit des Menschen, mit Hilfe der praktischen Vernunft die Ursachen der Heteronomie zu erkennen und sie in therapeutischer Selbsterziehung abzustreifen, um auf diese Weise zur „Autonomie“ zu gelangen, in der der Wille frei genug ist, sich selbst das sittliche Gesetz zu geben. Im Sinne der Philosophie Immanuel Kants macht die „Autonomie“ des Menschen als Willensfreiheit diesen erst zur Person.
Der autonome Wille steht dabei für die von jeder äußeren und inneren Fremdbestimmung befreite Vernunft. In diesem Sinne steht der Begriff der „Autonomie“ auch für die Fähigkeit, sinnliche Antriebe zu kontrollieren, sich von Begierden und Leidenschaften unabhängig zu machen, und für das grundsätzliche Vermögen, das eigene Handeln an den Gesetzen und Maximen der Vernunft auszurichten.
Kant zufolge kann sich der Wille nur in Bezug auf die formale Gestalt des Wollens in Gestalt eines allgemeinen Gesetzes als autonom und somit frei erweisen. Diesem allgemeinen Gesetz, dem kategorischen Imperativ, gibt Kant drei Formulierungen: (1) „Handle nur nach derjenigen Maxime, durch die du zugleich wollen kannst, dass sie ein allgemeines Gesetz werde“; (2) „Handle so, als ob die Maxime deiner Handlungen durch deinen Willen zum allgemeinen Naturgesetz werden sollte“; (3) „Handle so, dass du die Menschheit, sowohl in deiner Person als in der Person eines jeden anderen, jederzeit zugleich als Zweck, niemals bloß als Mittel brauchst“.
Im Anschluss daran wurde die materielle Sozialethik des mittelalterlichen Vernunftrechts mit ihrer scholastischen Tradition durch eine formale Pflicht- und Freiheitsethik abgelöst, die aus der sittlichen Autonomie der Persönlichkeit hergeleitet wurde. Diese formale Pflicht- und Freiheitsethik stützen sich allesamt auf Kants formales Verständnis von Freiheit und Gleichheit und die damit verbundene geltungslogische Argumentation, dass allgemeingültige Normierungen universalisierbare Normierungen sind, Bedürfnisse und empirische Interessenlagen aber keine solide Grundlage für eine allgemeine Gesetzgebung bieten. Der Einfluss dieser Freiheitsethik auf die historische Rechtsschule und das Denken Savignys ist vielfach erörtert. Das „selbständige Daseyn“ des Rechts, formulierte Savigny, solle die autonome Sittlichkeit der Person nicht erzwingen, sondern ermöglichen. Prägnant formulierte Savigny, dass das Privatrecht der Sittlichkeit diene, aber nicht indem es ihr Gebot vollziehe, sondern indem es die freie Entfaltung ihrer jedem einzelnen innewohnenden Kraft sichere. Das subjektive Recht gelte ihm als Raum der Freiheit, die mit der Freiheit des anderen gerade noch zusammenstehen könne; Rechtsgeschäft und rechtsgeschäftlichen Willen deutete er als einen Aktionsraum der autonomen Persönlichkeit.
Mit der historischen Rechtsschule stimmt die klassische Nationalökonomie, verbunden mit dem Namen Adam Smith, darin überein, dass sie die Freiheit der Person zum Zentrum ihres Denkens macht. Sie entlastet jedoch außerdem das Recht von der Verantwortung für die Gerechtigkeit der Ergebnisse des menschlichen Handelns im gesellschaftlichen wichtigsten, dem wirtschaftlichen Bereich: Die unsichtbare Hand des Marktes ersetzt die sichtbare Hand des Rechts. Dem Recht verbleibt die Aufgabe, gerechte „Spielregeln“ für das Marktgeschehen zu entwickeln und zu garantieren. Rechtsbereiche, in denen statt des Schutzes der Freiheit des Menschen die Durchsetzung der Gebote sittlichen Handelns hätte gefordert werden können, kamen deshalb nicht mehr vor.
Bis zum 19. Jahrhundert erfolgte die praktische Wertschätzung dieses Autonomieprinzips in der Abwendung von feudal-ständischen Bindungen: from Status to Contract; weil der einzelne Mensch als vernunftbegabtes Wesen nicht mehr Objekt kirchlicher oder weltlicher Machtträger sein konnte, musste er sich aus der feudalen oder absolutistischen Verstrickung befreien; ökonomisch entsprach dieser Grundriss der bis dahin entwickelten Eigentümer/Makler-Gesellschaft und deren Konzept eines unreglementierten Warentausches, dessen alleiniges Steuerungsmoment die freie Konkurrenz der Marktteilnehmer ist.
Die Marktwirtschaft setzte ein maßgeblich auf Freiheitsethik basierendes Privatrecht voraus. Das Recht, das sich statt der Fernbereichsmoral des Marktes Nahbereichsmoral (Selbstlosigkeit, Treue usw.) zum Ziel gesetzt hätte, ist deshalb in der sich entwickelnden Marktwirtschaft tendenziell zum Störfaktor geworden. Weil nur mit diesem nachhaltigen Vordringen der liberalistischen Bewegung die feudalen Machtstrukturen der Vergangenheit zu überwinden waren, ist es kein Wunder, dass das liberale Gedankengut und schließlich die Privatautonomie anfänglich nahezu ungeschmälert als tragende Prinzipien in das BGB aufgenommen wurden.

### Die Kodifikation des bürgerlichen Gesetzbuches
Zu Beginn des 19. Jahrhunderts schließlich machte sich der wirtschaftliche Liberalismus zum politischen Bannerträger des in kritischem Selbstbewusstsein erstarkten „Besitzbürgertums“. Der tatkräftige Unternehmer, der auf dem neu eröffneten Terrain der Handels- und Gewerbefreiheit seine wirtschaftlichen Impulse ohne staatliche Intervention freisetzen konnte, wurde in der damaligen Zeit als der beste Garant für eine stetige Steigerung des Wohlstandes aller hoch geachtet. Der freie Wettbewerb wurde als das zuverlässigste ökonomische Steuerungselement verehrt. Der Liberalismus lehrte, dass man den bestmöglichen Gebrauch von den Kräften des Wettbewerbs machen solle, um die Wirtschaftsaktivitäten der Individuen aufeinander abzustimmen.
Weil auf diese Belange des sog. „Besitzbürgertums“  das soziale Modell zur Kodifikation des bürgerlichen Gesetzbuches vornehmlich zugeschnitten ist, spiegelt das BGB von 1896 durchaus den liberal-individualistischen Gedanken wider, damit das Bürgertum sich für die Gestaltung seiner ökonomischen Verhältnisse einen autonomen Bereich sichern, dadurch das gerade Erkämpfte bewahren und zugleich als Basis für wirtschaftliches Wachstum und politischen Einfluss ausbauen konnte. In den Mittelpunkt des kodifizierten Privatrechts wurde also der leistungswillige, verantwortliche, urteilsfähige und selbständige Bürger, nämlich der aus Bürger- und Kaufmannssinn gemischte „homo oeconomicus“ als Menschentyp gestellt. Sein Pathos war zweifellos das der Freiheit.
Seit dieser den Wurzeln des römischen Rechtes entsprungenen Kodifikation konstruierte sich das Privatrecht auf dem Grundsatz, dass das nach aufgeklärtem Selbstinteresse handelnde Individuum ein mit autonomer Willensmacht ausgestattetes Rechtssubjekt sei. Demgemäß sollte jedes Individuum die Befugnis besitzen, entsprechend seinen Bedürfnissen seine Rechtsverhältnisse selbstverantwortlich und ohne staatliche Intervention beordnen zu können. Es musste schon bei Abschluss des Vertrages dessen Abwicklungsmodalitäten mit allen Risiken und Konfliktmöglichkeiten voraussehen und diese mit einem vergleichbar informierten und durchsetzungsstarken Vertragspartner im Verhandlungswege angemessen ausgleichen.
Demgemäß galten kontrahierungswillige Vertragspartner als die besten Richter ihrer eigenen Interessen; die entgegengesetzten Interessen wurden nur gegensätzlich von den Vertragschließenden gewahrt; jeder der Vertragschließenden sorgte für sich; denn er war dem Leitbild nach vernünftig, selbstverantwortlich und urteilsfähig; Staaten sowie Gerichten wurde die Kompetenz zur Vertragskontrolle fast durchweg abgesprochen; ob und wie der einzelne beim Vertrag – zu seinen Gunsten oder Ungunsten – seine Interessen wahrt, war also grundsätzlich seine Sache, Sache seiner Selbstbestimmung. Da aller Erfahrung nach jedermann sich gegen Ungerechtigkeit, die ihn selbst belastete, wehren konnte, waren die Rechtsfolgen des Vertrages, die von beiden nicht abgelehnt wurden, mit großer Wahrscheinlichkeit für keinen Partner nach seiner Wertung ungerecht. Also ist ein richtiges Ergebnis zustande gekommen, und eine Richtigkeitsgewähr wurde durch den vertraglichen „Mechanismus“ gegeben.
Es ging davon aus, dass eine abstrakt-formale Gleichheit aller geschäftsfähigen Rechtssubjekte besteht und darum für die unter diesen frei ausgehandelten Verträgen die Vermutung der Richtigkeitsgewähr eingreift. Es hat zur Folge, dass die unterschiedlichen Ausgangspositionen der am Rechtsverkehr teilnehmenden Personen, die aus dem tatsächlichen Bereich wie z. B. Einkommen, Erfahrung und Bildung resultieren, sich nicht auf die Vernünftigkeit der zu treffenden Entscheidung auswirken.
Somit ist der Gedanke, dass nur die Privatautonomie und die Vertragsfreiheit dem Geist einer freiheitlichen Gesellschafts- und Wirtschaftsordnung entsprechen und der Einzelne als individuelle Persönlichkeit lediglich durch eine autonome Betätigung in der Gemeinschaft sich entfalten könne, eine Grundidee des modernen Privatrechts geworden. Weil jeder „seines Glückes Schmied“ war, war das moderne Privatrecht genauso wie das klassische römische Recht nur für die Wachsamen geschrieben („ius vigilantibus scriptum“); vor Bevormundung durch den Staat bzw. durch die Rechtsordnung sollte das Privatrecht bewahren. Für den Staat galt der Grundsatz der Nichtintervention und der Respektierung des frei ausgehandelten Vertrages, weil es keinen anderen allgemein verbindlichen Maßstab gab als die freie wirtschaftliche Entscheidung des Individuums.
Die Privatautonomie der Individuen führte demnach grundsätzlich zu nicht korrekturbedürftigen Verhandlungsergebnissen, weil im Hinblick auf die Fähigkeit und den Willen zu vernünftigem Verhalten zwischen den Vertragspartnern Parität besteht. Sollte es im Einzelfall dennoch zu Störungen der Vertragsparität kommen, dürfen die Korrekturen nur soweit angebracht werden, bis das privatautonome System wieder wirkt; d. h. die Korrektur war grundsätzlich auf die Herstellung einer ausreichenden Entscheidungsbasis oder einer ausreichenden Durchsetzungsfähigkeit beschränkt. Hier verzichtete das Gesetz also prinzipiell auf jede inhaltliche Parteinahme und griff in den Prozess der autonomen Bedürfnisartikulation und -befriedigung nicht bewertend ein.
Es ging also nicht um die Inhalte der rechtsgeschäftlichen Abkommen, sofern diese die geläufigen Grenzen des § 134 und des § 138 BGB nicht überschreiten. Selbst die § 134, § 138 BGB schützten nicht die Erhaltung der Moralordnung, sondern ganz handfeste öffentliche Interessen. Das Gleichmaß von Leistung und Gegenleistung wurde nicht an objektiven Kriterien gemessen, sondern im Mechanismus des Marktes formalisiert; die laesio enormis wurde ebenso wenig akzeptiert wie das materielle Äquivalenzprinzip der aristotelischen, thomistischen und vernunftrechtlichen Vertragsrechtslehre.
Der Staat fragte nicht nach den Ergebnissen der Tauschakte, sondern kümmerte sich lediglich um die Voraussetzungen und die Gewährleistung des Tauschordnungssystems als solches. Es enthielt sich der Direktiven für eine wie auch immer zu fassende Ergebnisrichtigkeit und richtete sein Augenmerk stattdessen darauf, den vernünftigen Willen der Rechtsperson im Rechtsleben zur Geltung zu bringen.
Der Staat, der sich aus dem Willen derjenigen legitimierte, die sich dieser liberalen Grundidee unterwarfen, musste den Impetus der individuellen Daseinserfüllung nur anerkennen, indem er seinen Bürgern den rechtlichen Spielraum für die eigenständige Gestaltung ihrer Lebensverhältnisse untereinander belässt und somit den Weg freimacht zu einer menschenwürdigen und gerechten Lebensordnung. Auch wenn er die soziale Frage zu berücksichtigen hat, hat es nicht den Weg der Anpassung des Privatrechts, sondern den der öffentlich-rechtlichen Gesetzgebung beschritten.
Das Privatrecht musste dementsprechend über die Organisation einer entpolitisierten, staatlichen Eingriffen entzogenen Wirtschaftsgesellschaft den negativen Freiheitsstatus der Rechtssubjekte und damit das Prinzip rechtlicher Freiheit gewährleisten, während das öffentliche Recht arbeitsteilig der Sphäre des Obrigkeitsstaates zugeordnet war, um die unter Eingriffsvorbehalt operierende Verwaltung im Zaume zu halten und zugleich mit dem individuellen Rechtsschutz den positiven Rechtsstatus der Bürger zu garantieren.
Die Aufmerksamkeit der Privatrechtsordnung zielte nur auf gewisse, primär personale Abschlussvoraussetzungen (§§ 104 ff., §§ 116 ff. BGB); im Übrigen gab die Privatrechtsordnung den Weg frei für beliebige Resultate, deren „Gerechtigkeit“ sie aus dem Vertragsschluss als solchem extrahierte und deren Legitimation sie der sich in der Geschäftsvornahme dokumentierenden Selbstbestimmung des Menschen entnahm.
Als deren Konsequenz stellten zwingende Normen nur die Ausnahme im modernen Privatrecht dar. Es überwogen dispositive Vorschriften, bei denen es sich nicht um Ge- oder Verbote handelt, sondern um Regelungsvorschläge, die nur für den Fall gelten, dass die Vertragspartner anderes nicht vereinbart haben. Auch der § 242 BGB legte fest, wie sich die Parteien innerhalb des von der Privatautonomie gewährten Rahmens zu benehmen haben; bei § 242 BGB handelte es sich also nicht um eine Nichtigkeit des Rechtsgeschäfts, sondern lediglich um eine Verhaltensanweisung für den am Geschäft Beteiligten. Maßstäbe zur Verhinderung einer Inanspruchnahme von Vertragsfreiheit waren demgemäß aus dem BGB nicht zu gewinnen.